# Neumark (Vogtland)
Die sächsische Gemeinde Neumark befindet sich im Vogtlandkreis.

## Geografie

### Geografische Lage
Neumark liegt nordöstlich der Großen Kreisstadt Plauen in einem offenen Landschaftsgebiet des mittelvogtländischen Kuppenlandes, umgeben von sanften Tälern und zahlreich bewaldeten Hügeln in einer Höhenlage von 373 m. In nur 15 Kilometern Entfernung befindet sich die alte Bergarbeiterstadt Zwickau. In der unmittelbaren Umgebung fließen zahlreiche Bäche und Flüsse. Nicht weit von Neumark befinden sich die Pleißenquelle sowie Weiße Elster, Zwickauer Mulde und Göltzsch. Im Ort selbst vereinen sich der Oberneumarker- und der Schönbacher Bach.

### Ausdehnung des Gemeindegebiets
Von der Topografie her gesehen ist Neumark ein „Grenzort“. Die Gemeinde liegt am Übergang der Naturräume Vogtland (Mittelvogtländisches Kuppenland), Thüringer Schiefergebirge (Ostthüringisch-Vogtländische Hochflächen) und Erzgebirgsbecken (Oberes Pleißeland). Ein Viertel der landwirtschaftlichen Nutzfläche wird für die Forstwirtschaft verwendet und der restliche Teil dient der Acker- und Grünlandwirtschaft.
Neumark liegt an der Nordostgrenze des sächsischen Teils des historischen Vogtlands. Im Nordwesten grenzt der thüringische Landkreis Greiz an, im Norden und Osten der sächsische Landkreis Zwickau.

### Nachbargemeinden
| Gemeinde Mohlsdorf-Teichwolframsdorf im Landkreis Greiz | Gemeinde Fraureuth im Landkreis Zwickau     |                                            |
|                                                         | Kompassrose, die auf Nachbargemeinden zeigt | Gemeinde Lichtentanne im Landkreis Zwickau |
| Stadt Reichenbach im Vogtlandkreis                      |                                             | Gemeinde Heinsdorfergrund im Vogtlandkreis |

### Gemeindegliederung
Die Gemeinde gliedert sich in Neumark (mit Oberneumark und Unterneumark), Reuth und Schönbach.

### Klima
Die Vegetationsperiode vor Ort beträgt 200 bis 210 Tage bei einer Jahresmitteltemperatur von 9 °C. Die Hauptwindrichtung ist West.

### Geologie
Der Ort befindet sich auf einem aus Granit, Grauwacke, Tonschiefer und Diabasen bestehenden Untergrund, der mit fruchtbarer Braunerde bedeckt ist und den Anbau von Kartoffeln, Mais, Weizen sowie anderen anspruchsvollen Kulturen ermöglicht. Zahlreiche stillgelegte Steinbrüche in der Region um Neumark deuten noch heute darauf hin, dass der Grünstein Diabas intensiv abgebaut wurde.

## Geschichte
Neumark wurde 1225 erstmals als novum forum (= Neuer Markt) urkundlich erwähnt. Die Ortsbezeichnung deutet darauf hin, dass es sich um einen Ort mit Marktrechten handelte. Die ersten Siedler kamen aus Franken, Thüringen und Bayern. Sie rodeten den vorhandenen Wald und gewannen dadurch Acker- und Weideland. Die ursprüngliche Siedlungsform der langgestreckten und ehemals selbstständigen Dörfer Unter- und Oberneumark entsprachen einem Waldhufendorf. Im Ort gab es eine Burg. Diese wurde jedoch während des Vogtländischen Krieges durch Truppen Kaiser Karl IV. zerstört. Vom Zwickauer Kaufmann Martin Römer wurde nach 1478 ein neues Schloss in spätgotischen Formen errichtet.
Neumark bemühte sich schon in früher Zeit darum, eine Stadt zu werden, wie man an einem Gemeinde- und Marktbrief aus dem Jahr 1530 erkennen kann, der Neumark Marktgerechtigkeit bescheinigt. Die Herren von Römer setzten sich für eine Erneuerung des Marktrechtes ein, wie einer kurfürstlichen Urkunde aus dem Jahr 1669 entnommen werden kann. Die Familie von Römer hatte einen großen Einfluss auf die Entwicklung der Gemeinde. Unter anderem stiftete sie der Neumarker Kirche den Altar, das Abendmahlgeschirr und drei Buntglasfenster. Sidonie von Römer zahlte für die Rittergutskinder das Schulgeld und 1886 beteiligte sich die Familie von Römer finanziell am Bau des Bahnhofstunnels. Mit dem Anschluss an das Eisenbahnnetz ab 1846 gewann die Textilindustrie in Neumark zunehmend an Bedeutung. Vor 1900 gab es bereits fünf Textilfabriken, die etwa 1000 Arbeitskräfte beschäftigten.
Die Grundherrschaft über Neumark übte bis ins 19. Jahrhundert das Rittergut Neumark der Familie Römer aus. Neumark gehörte wie seine heutigen Ortsteile zunächst zur „Pflege Schönfels“, die im 16. Jahrhundert im kursächsischen bzw. königlich-sächsischen Amt Zwickau im Erzgebirgischen Kreis aufging. 1856 wurde Neumark dem Gerichtsamt Reichenbach und 1875 der Amtshauptmannschaft Plauen angegliedert. Im Jahr 1920 wurde Neumark der Amtshauptmannschaft Werdau zugeordnet. Durch die Auflösung des Verwaltungsbezirks kamen der Ort und seine heutigen Ortsteile im Jahr 1933 an die Amtshauptmannschaft Zwickau, die ab 1939 Landkreis Zwickau genannt wurde.
Durch die zweite Kreisreform in der DDR kam die Gemeinde Neumark im Jahr 1952 zum Kreis Reichenbach im Bezirk Chemnitz (1953 in Bezirk Karl-Marx-Stadt umbenannt), der ab 1990 als sächsischer Landkreis Reichenbach fortgeführt wurde und 1996 im Vogtlandkreis aufging.

### Eingemeindungen
| Ehemalige Gemeinde | Datum           | Anmerkung                 |
| ------------------ | --------------- | ------------------------- |
| Oberneumark        | 1. Juli 1950    |                           |
| Reuth              | 1. Januar 1994  |                           |
| Schönbach          | 1. Januar 1994  |                           |
| Unterneumark       | 1. Oktober 1937 | mit Gemeindeteil Erlmühle |

### Einwohnerentwicklung
Entwicklung der Einwohnerzahl (31. Dezember):
| - 1834: 0597 - 1871: 0993 - 1890: 1266 - 1910: 1539 - 1925: 1665 | - 1939: 2244 - 1946: 3015 - 1950: 3106 - 1964: 3015 - 1971: 2764 | - 1998: 3386 - 1999: 3399 - 2000: 3357 - 2001: 3323 - 2002: 3300 | - 2003: 3291 - 2004: 3314 - 2007: 3253 - 2008: 3244 - 2012: 3013 | - 2013: 3002 - 2015: 2988 - 2022: 2915 |

1551 lebten in Neumark 24 besessene Mann, 34 Inwohner und 6 Häusler. 1764 waren es 23 besessene Mann und 26 Häusler. 1925 lebten im Ort 1554 Lutheraner, 23 Katholiken, ein Reformierter und 89 andersgläubige.
 Datenquelle bis 1964: HOV; ab 1998: Statistisches Landesamt Sachsen

## Gedenkstätten
Eine Grabstätte mit Gedenkstein auf dem Ortsfriedhof erinnert an sieben unbekannte KZ-Häftlinge, die im Januar 1945 bei einem Evakuierungstransport aus dem KZ Auschwitz erfroren aus dem Zug geworfen und hier bestattet wurden.

## Politik

### Gemeinderat
Seit der Gemeinderatswahl am 9. Juni 2024 verteilen sich die 13 Sitze des Gemeinderates folgendermaßen auf die einzelnen Gruppierungen:
- UW: 4 Sitze
- CDU: 3 Sitze
- FDP: 3 Sitze
- Neumark bewegt sich: 1 Sitz (ein Sitz bleibt mangels Kandidaten unbesetzt)
- Pro Neumark, Reuth, Schönbach: 1 Sitz
- SPD: 1 Sitz

| Gemeinderat ab 2024Insgesamt 13 Sitze - SPD: 1 - UW: 4 - FDP: 3 - Nbs: 1 - Pro N: 1 - CDU: 3 Nbs kann einen Sitz nicht besetzen. Der Gemeinderat verkleinert sich entsprechend. | Wahlvorschlag                 | 2024   | 2024   | 2019   | 2019   | 2014   | 2014   |
| Gemeinderat ab 2024Insgesamt 13 Sitze - SPD: 1 - UW: 4 - FDP: 3 - Nbs: 1 - Pro N: 1 - CDU: 3 Nbs kann einen Sitz nicht besetzen. Der Gemeinderat verkleinert sich entsprechend. | Wahlvorschlag                 | Sitze  | in %   | Sitze  | in %   | Sitze  | in %   |
| Gemeinderat ab 2024Insgesamt 13 Sitze - SPD: 1 - UW: 4 - FDP: 3 - Nbs: 1 - Pro N: 1 - CDU: 3 Nbs kann einen Sitz nicht besetzen. Der Gemeinderat verkleinert sich entsprechend. | Unabhängige Wähler            | 4      | 29,7   | 4      | 25,6   | –      | –      |
| Gemeinderat ab 2024Insgesamt 13 Sitze - SPD: 1 - UW: 4 - FDP: 3 - Nbs: 1 - Pro N: 1 - CDU: 3 Nbs kann einen Sitz nicht besetzen. Der Gemeinderat verkleinert sich entsprechend. | CDU                           | 3      | 22,3   | 4      | 24,7   | 6      | 44,3   |
| Gemeinderat ab 2024Insgesamt 13 Sitze - SPD: 1 - UW: 4 - FDP: 3 - Nbs: 1 - Pro N: 1 - CDU: 3 Nbs kann einen Sitz nicht besetzen. Der Gemeinderat verkleinert sich entsprechend. | FDP                           | 3      | 20,3   | 4      | 27,3   | 6      | 42,9   |
| Gemeinderat ab 2024Insgesamt 13 Sitze - SPD: 1 - UW: 4 - FDP: 3 - Nbs: 1 - Pro N: 1 - CDU: 3 Nbs kann einen Sitz nicht besetzen. Der Gemeinderat verkleinert sich entsprechend. | Neumark bewegt sich           | 1      | 16,7   | –      | –      | –      | –      |
| Gemeinderat ab 2024Insgesamt 13 Sitze - SPD: 1 - UW: 4 - FDP: 3 - Nbs: 1 - Pro N: 1 - CDU: 3 Nbs kann einen Sitz nicht besetzen. Der Gemeinderat verkleinert sich entsprechend. | Pro Neumark, Reuth, Schönbach | 1      | 6,4    | 1      | 6,9    | –      | –      |
| Gemeinderat ab 2024Insgesamt 13 Sitze - SPD: 1 - UW: 4 - FDP: 3 - Nbs: 1 - Pro N: 1 - CDU: 3 Nbs kann einen Sitz nicht besetzen. Der Gemeinderat verkleinert sich entsprechend. | SPD                           | 1      | 4,6    | 1      | 11,1   | 2      | 12,8   |
| Gemeinderat ab 2024Insgesamt 13 Sitze - SPD: 1 - UW: 4 - FDP: 3 - Nbs: 1 - Pro N: 1 - CDU: 3 Nbs kann einen Sitz nicht besetzen. Der Gemeinderat verkleinert sich entsprechend. | Linke                         | –      | –      | –      | 4,4    | –      | –      |
| Gemeinderat ab 2024Insgesamt 13 Sitze - SPD: 1 - UW: 4 - FDP: 3 - Nbs: 1 - Pro N: 1 - CDU: 3 Nbs kann einen Sitz nicht besetzen. Der Gemeinderat verkleinert sich entsprechend. | Wahlbeteiligung               | 74,7 % | 74,7 % | 74,4 % | 74,4 % | 56,3 % | 56,3 % |

### Bürgermeister

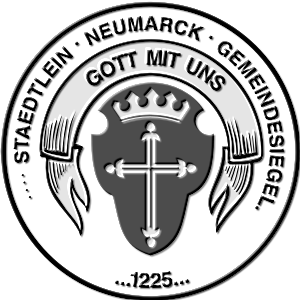
Das Gemeindesiegel von Neumark

Der Bürgermeister ist Sven Köpp (FDP).
| Wahl | Bürgermeister | Vorschlag | Wahlergebnis (in %) |
| ---- | ------------- | --------- | ------------------- |
| 2019 | Sven Köpp     | FDP       | 38,3                |
| 2015 | Ralf Fester   | Fester    | 54,4                |
| 2008 | Ralf Fester   | FDP       | 96,8                |
| 2001 | Ralf Fester   | F.D.P.    | 91,2                |

### Städtepartnerschaften
- seit 1990 mit Roetgen in der Städteregion Aachen

## Kultur und Sehenswürdigkeiten

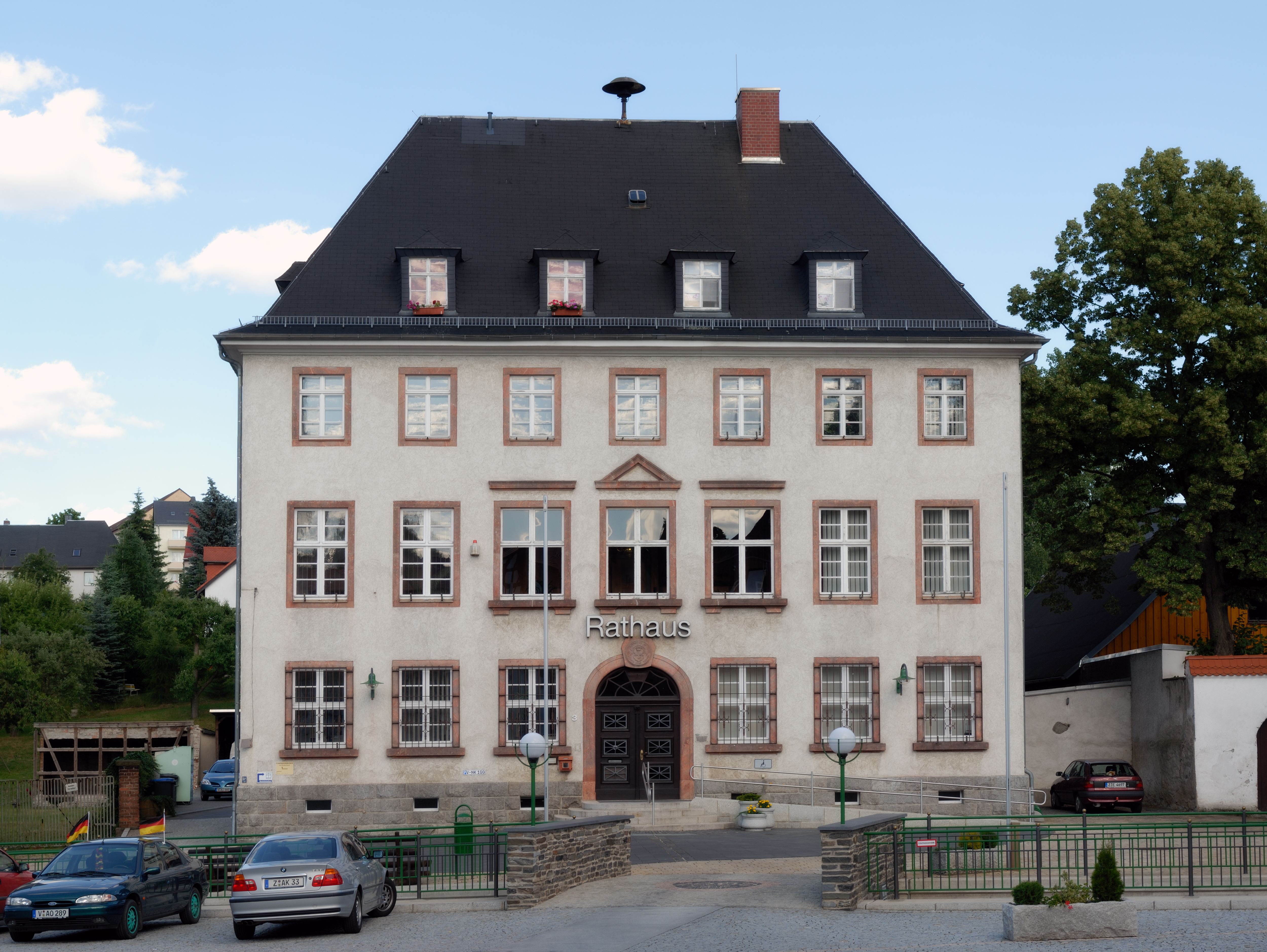
Rathaus

Der älteste Teil des Ortes ist der zentrale Markt. Dieser ist von alten Bauerngehöften umgeben, einige davon sind in eindrucksvollem Fachwerk gebaut. Von hier gelangt man über einen Durchgang zum Kirchplatz sowie zum Pfarrhaus und der Kirche von Neumark. Direkt am Markt befindet sich auch das Rathaus und die Gemeindeverwaltung. Zu den Sehenswürdigkeiten von Neumark gehören auch das Schulmuseum in der Grundschule (Oberneumarker Straße) sowie die Heimatstube von 1620.

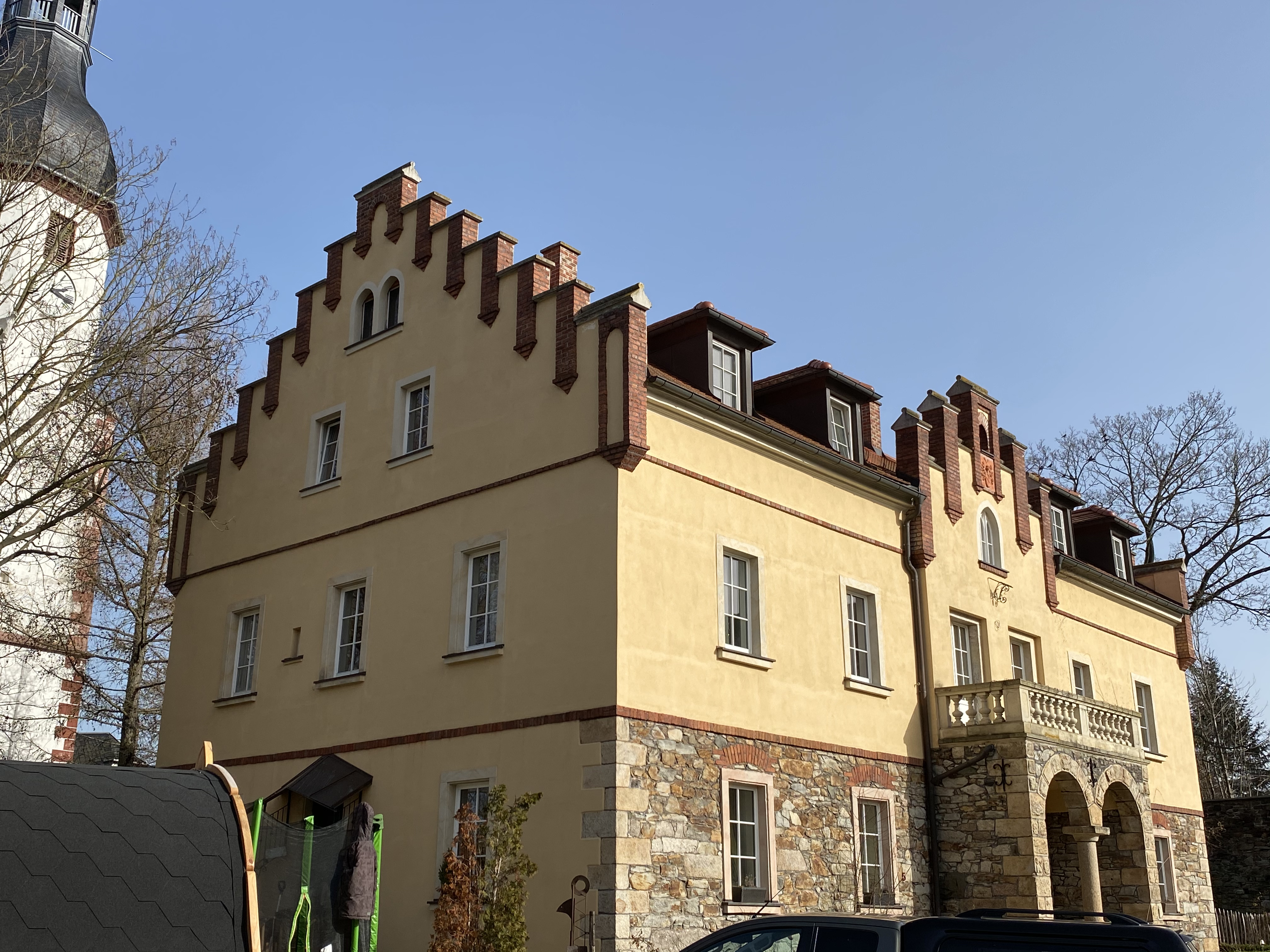
Rittergut Neumark

In nur wenigen Gehminuten Entfernung erreicht man auch das Rittergut mit seiner großen Gutshofanlage und dem oberhalb davon auf einem Hügel gelegenen Schloss Neumark, das von einem im englischen Stil im Jahr 1872 angelegten Park umgeben wird. Das Rittergut befand sich ursprünglich im Besitz eines Rittergeschlechts von Neumark und kam 1478 an die Zwickauer Familie Römer, die 1470 geadelt worden war. Der Erwerber, Martin Römer, hatte den Silberbergbau in Schneeberg begründet und sich damit ein großes Vermögen erworben. Er ließ die alte Neumarker Burg durch ein Schloss in spätgotischen Formen ersetzen. Als Zwickauer Amtshauptmann errichtete er auch in seiner Heimatstadt bedeutende Bauwerke und betätigte sich als Mäzen. 1500 kam das Gut an Markward von Hermannsgrün und 1544 an die von Wolframsdorf. 1633 wurde es an Moritz Haubold von Schönberg verkauft, bis es 1649 erneut von der Familie von Römer erworben wurde, die es dann bis zur Enteignung im Rahmen der Bodenreform besaß. Ab 1990 wurden der Gutshof, Teile der Ländereien und zuletzt auch das Schloss von Benno von Römer zurückerworben.

## Wirtschaft und Infrastruktur

### Ansässige Unternehmen

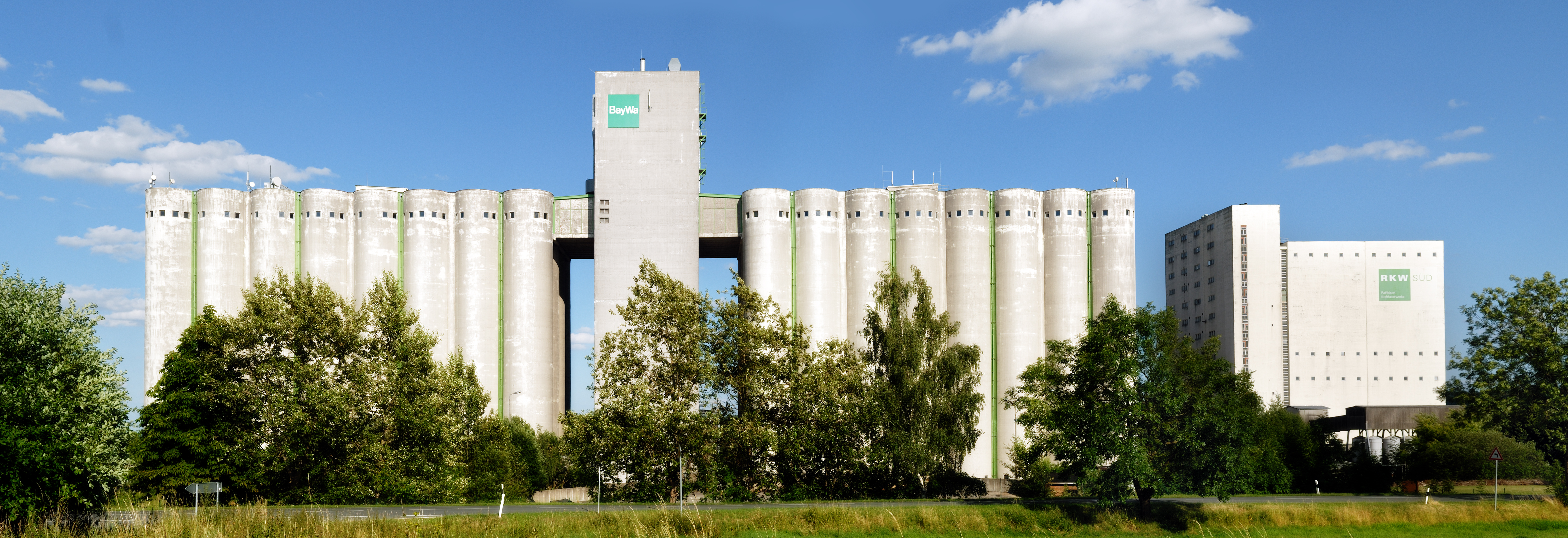
Betriebsgebäude der Firma BayWa

Am Ortsausgang befindet sich ein markantes Gebäude des Unternehmens BayWa, das 1970 als Kraftfuttermischwerk (Futtermittel & Silage) entstand. Im Gewerbegebiet gibt es einen Standort von SGB-SMIT, ein Paketzentrum der Deutschen Post sowie mehrere kleinere Betriebe. Außerdem befindet sich in Neumark ein Wartungs- und Reparaturzentrum der Regentalwerke der Länderbahn, in dem unter anderem Züge der Vogtlandbahn gewartet werden.

### Verkehr
Neumark liegt an der Bundesstraße 173.
Die Bahnstation Neumark (Sachs) an der Bahnstrecke Leipzig–Hof wird von der Vogtlandbahn bedient. Neumark liegt in der Nähe des Bogendreiecks Werdau, wodurch die Sachsen-Franken-Magistrale und die Bahnstrecke Leipzig–Hof verbunden werden. Die nächsten größeren Bahnhöfe sind in Werdau und Reichenbach im Vogtland.
Bis 1997 bestand eine Reisezugverbindung von Neumark nach Greiz (Bahnstrecke Neumark–Greiz).
Neumark ist mit der StadtBus-Linie 82 des Verkehrsverbunds Vogtland im Stundentakt mit Reichenbach verbunden. Diese Linie nimmt am Rendezvous-Knoten auf dem Postplatz in Reichenbach teil und bietet dort kurze Anschlüsse. Außerdem verkehrt die Linie 181 der Regionalverkehr Westsachsen GmbH zwischen Zwickau und Reichenbach über Neumark. Der Ortsteil Reuth wird durch die von der PRG Greiz und dem Regionalverkehr Westsachsen gemeinsam betriebene Linie 19 angefahren, welche Verbindungen nach Greiz und Werdau mit Anschlüssen in Richtung Gera, Zwickau und Leipzig herstellt.

## Persönlichkeiten

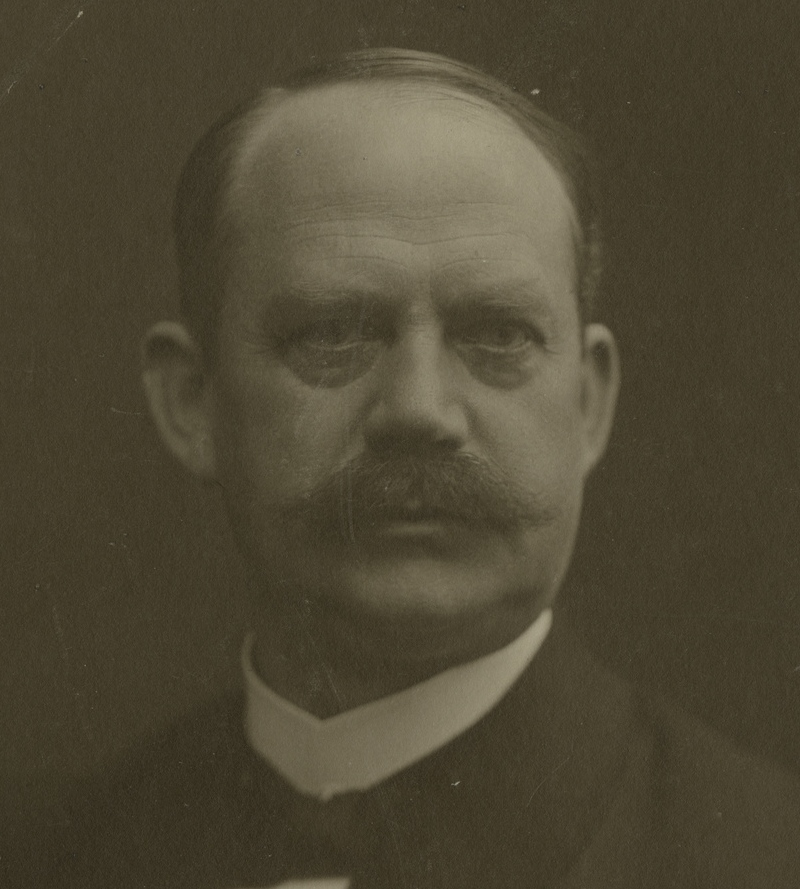
Stenograf Ernst Ahnert (um 1907)

- Ernst Ahnert (1859–1944), deutscher (Parlaments-)Stenograf
- Friedrich Karl Ludwig von Römer (1874–1953), Amtshauptmann in Werdau und Zwickau
- Otto Schneider (1904–1992), Politiker (SED), Oberbürgermeister der Stadt Zwickau
- Hans-Erich Schmidt-Uphoff (1911–2002), Maler und Grafiker
- Uwe Grüning (1942–2024), Schriftsteller und Politiker (CDU), MdL, Medienrat, lebte seit 1993 in Neumark
- Frank Dünger (1961–2006), Fußballspieler